# 圣胡安-德拉兰布拉
圣胡安-德拉兰布拉（西班牙語：San Juan de la Rambla）是西班牙加那利群岛圣克鲁斯-德特内里费省的一个市镇，位于特内里费岛的北部。总面积20.66平方公里，总人口4799人（2018年），人口密度230人/平方公里。

## 图集

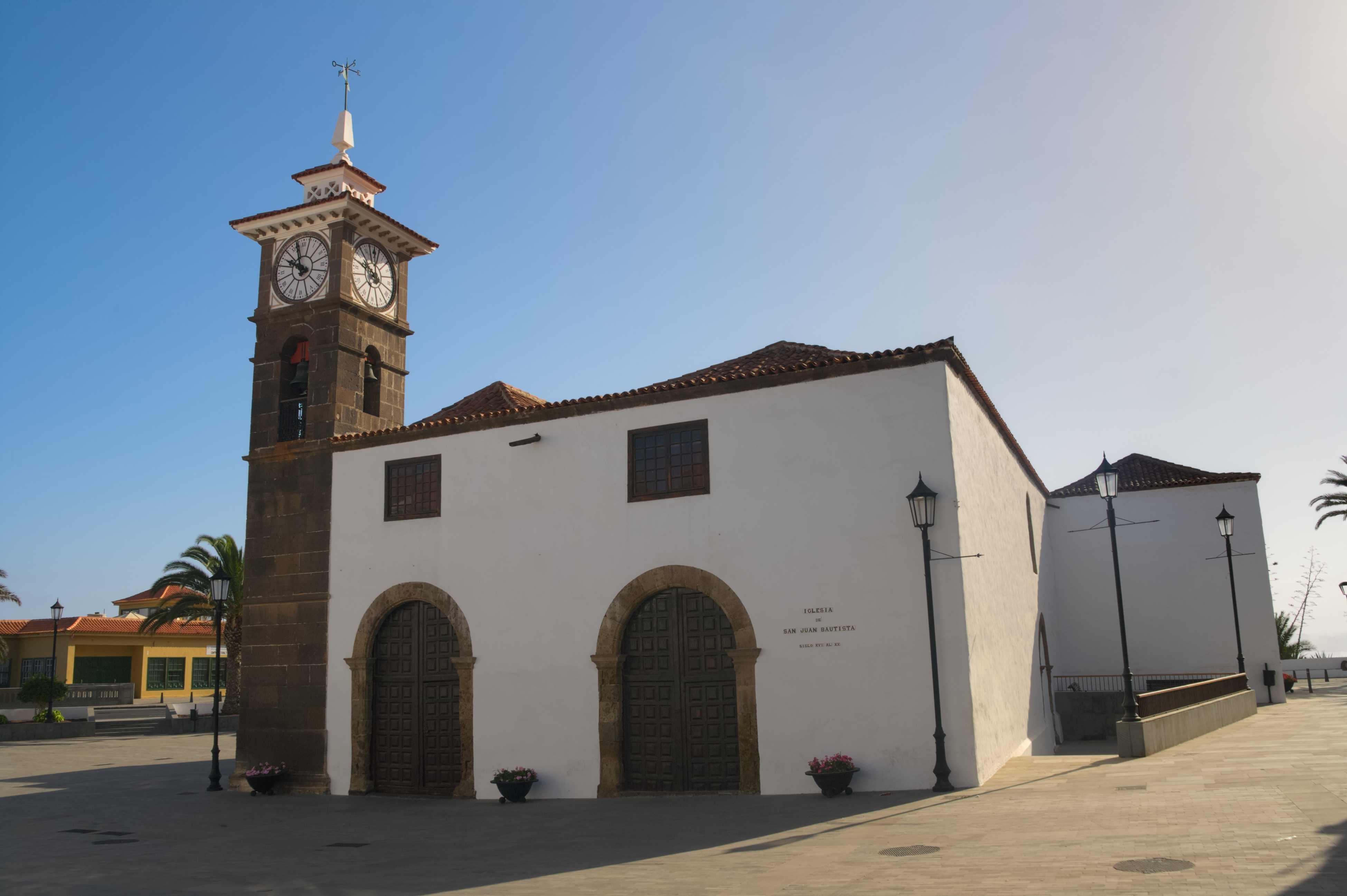
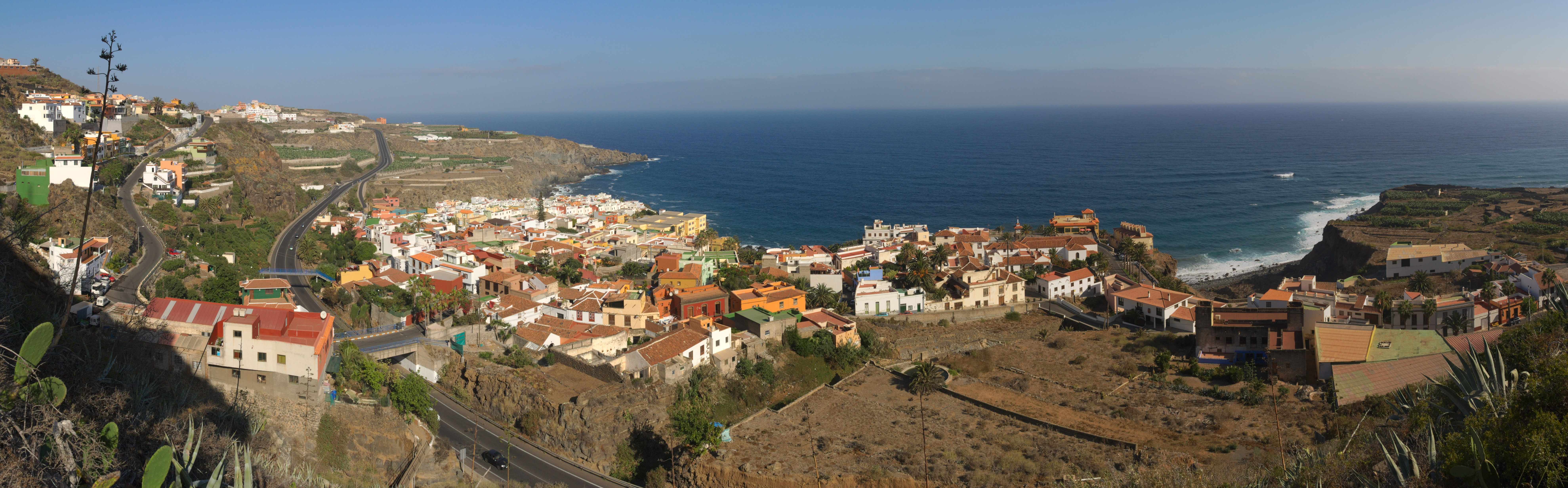
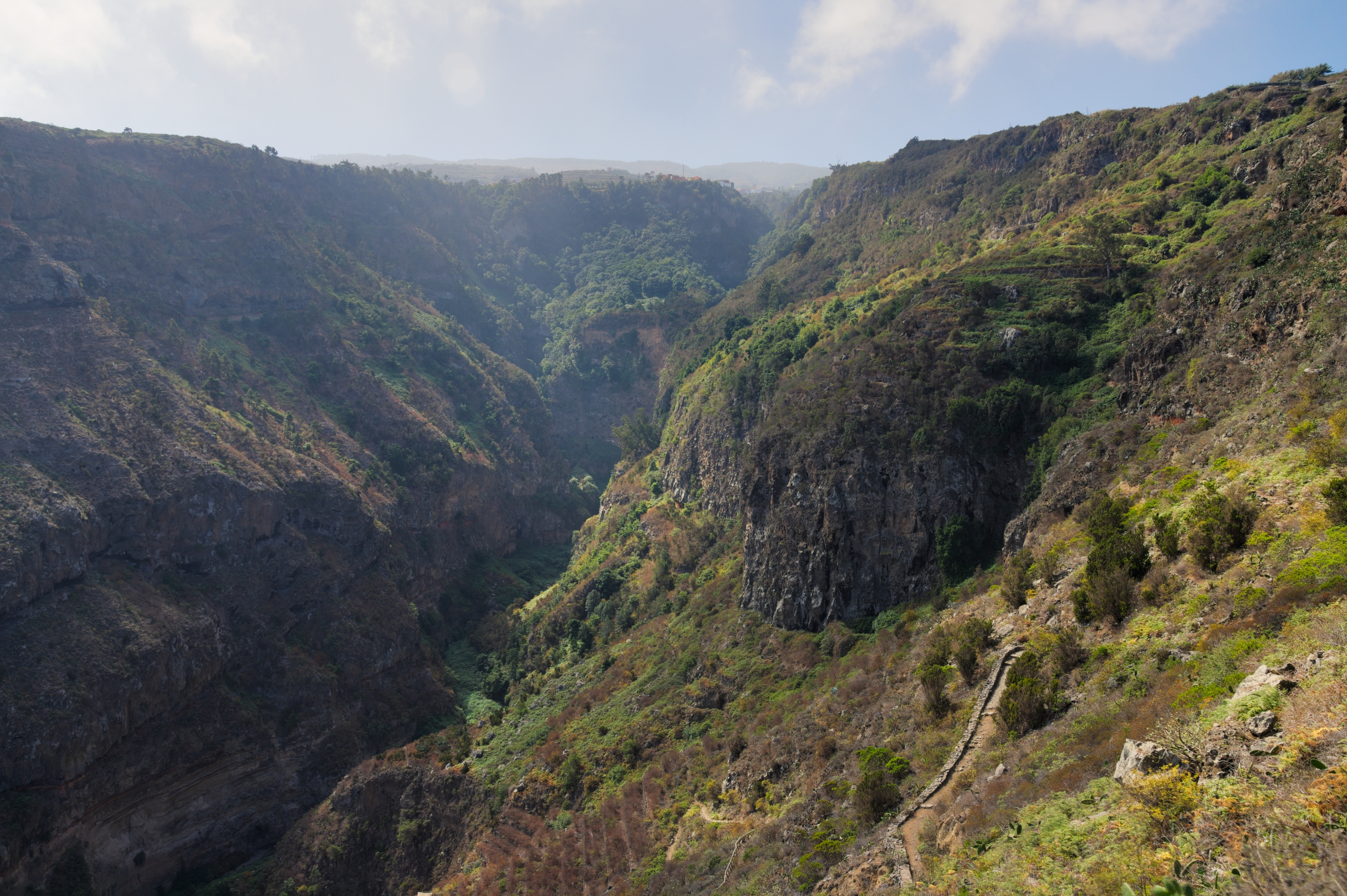

## 人口
| 圣胡安-德拉兰布拉                      |
|                                        |
| 来源：加那利群岛统计局西班牙国家统计局 |